# R.E.M.
|  | Aquest article tracta sobre el grup musical. Si cerqueu altres significats, vegeu «Rem». |

R.E.M. fou una banda estatunidenca de rock formada a Athens (Geòrgia, Estats Units) el 1980 per Michael Stipe (cantant), Peter Buck (guitarra), Mike Mills (baix elèctric), i Bill Berry (bateria i percussió). R.E.M. va ser una de les primeres bandes de rock alternatiu populars, destacada per la veu de Stipe, les lletres obscures.
R.E.M. va llançar el seu primer senzill, «Radio Free Europe» el 1981 amb la discogràfica independent Hib-Tone. El següent llançament va ser l'EP Chronic Town el 1982, i també va ser el primer senzill de la banda amb I.R.S. Records. El 1983, la banda va publicar el seu àlbum de debut, Murmur, amb molt bones crítiques. El 1987 la banda va aconseguir un dels seus principals èxits, amb el senzill «The One I Love», que li va permetre fitxar per Warner Bros.. A principis dels anys 90, quan el rock alternatiu va començar a popularitzar-se, R.E.M. era considerat un dels pioners del gènere i va llançar dos dels àlbums més reeixits de la banda, Out of Time (1991) i Automatic for the People (1992). El 1997 Bill Berry va deixar la banda, però Buck, Mills i Stipe van decidir continuar amb el projecte. Van evolucionar musicalment cap a un so més electrònic i pop, mesclant bones i mediocres crítiques musicals amb èxit comercial durant la següent dècada, acumulant més de 85 milions de còpies venudes arreu del món.
El 2007, la banda va ser inclosa al Saló de la Fama del Rock and Roll en la primera ocasió que van ser seleccionables. Tanmateix, el 21 de setembre de 2011, la banda anunciar la seva dissolució de forma amigable mitjançant el seu lloc web. Des de llavors, els seus integrants van continuar amb els respectius projectes musicals propis a la vegada que es van publicar diverses compilacions de R.E.M..

## Història

### Formació (1980−1981)
El gener del 1980, Michael Stipe va conèixer Peter Buck en la botiga de discos on treballava Buck. Van descobrir que tenien gustos musicals similars, particularment artistes protopunks i de punk rock com Patti Smith, Television o The Velvet Underground. Stipe va dir, "Va resultar que jo estava comprant tots els discos que [Buck] es guardava per ell." Al cap de poc temps Stipe i Buck van conèixer dos estudiants de la Universitat de Geòrgia: Mike Mills i Bill Berry, que ja havien estat tocant junts des de l'institut. Van decidir tocar cançons junts; Stipe va comentar, més tard, que "mai no va haver-hi cap gran projecte al darrere". La banda, que encara no tenia nom, va passar-se uns quants mesos assajant i va tocar el seu primer concert el 5 d'abril del 1980 a la festa d'aniversari d'un amic seu. Després de rebutjar noms com "Twisted Kites", "Cans of Piss", i "Negro Wives", la banda va quedar-se amb "R.E.M." (que fa referència al moviments oculars ràpids), que Stipe havia seleccionat aleatòriament d'un diccionari.
Finalment, els membres de la banda van deixar els estudis per centrar-se en la banda. Van trobar un mànager que es deia Jefferson Holt i era propietari d'una botiga de discos. Va quedar tan impressionat en veure una actuació de R.E.M. al seu poble de Chapel Hill que es va traslladar a Athens. L'èxit de R.E.M. va ser gairebé immediat a Athens i rodalia. Durant l'any i mig següent, R.E.M. va fer una gira pel sud dels Estats Units.
A l'estiu del 1981, R.E.M. va enregistrar el seu primer senzill, «Radio Free Europe», als Drive-In Studios de Winston-Salem. El senzill de quatre cançons es va llançar amb la discogràfica independent Hib-Tone. Les mil còpies inicials del senzill es van esgotar ràpidament i van fer una nova remesa de sis mil unitats més. Malgrat la poca quantitat de còpies, va rebre bones crítiques i, fins i tot, el The New York Times el va classificar com un dels deu millors senzills de l'any.

### I.R.S. Records i grup de culte (1982−1987)
R.E.M. va gravar l'EP Chronic Town amb Mitch Easter l'octubre del 1981, i tenia previst publicar-lo amb una nova discogràfica indie anomenada Dasht Hopes. Tanmateix, I.R.S. Records va obtenir una maqueta de la primera sessió de gravació amb Easter que havia estat circulant durant mesos. La banda va rebutjar l'oferta de la discogràfica més important RCA Records per I.R.S., amb els qui van firmar un contracte el maig del 1982. I.R.S. va publicar Chronic Town aquell agost com a primer llançament americà. Una crítica positiva de l'EP per New Musical Express va elogiar les aures de misteri de les cançons i va concloure, "Els R.E.M. sonen sincers, i és fabulós escoltar quelcom tan poc forçat i intel·ligent com això."
La discogràfica va emparellar la banda amb el productor Stephen Hague per enregistrar el seu àlbum de debut. L'èmfasi en la perfecció tècnica que volia introduir Hague no va satisfer a la banda, que van convèncer a la discogràfica per tornar amb Easter i el seu company Don Dixon. El resultat fou Murmur, que va aparèixer el 1983 i que fou un èxit per la crítica, esdevenint un dels millors de l'any. Tanmateix, només se'n van vendre únicament 200.000 còpies i no es van complir les expectatives generades. Van realitzar la primera aparició per televisió al programa de Late Night with David Letterman a finals de 1983, en el qual van estrenar una nova cançó que ni tan sols tenia títol en aquell moment. Aquesta cançó fou titulada «So. Central Rain (I'm Sorry)» i va esdevenir el primer senzill del segon àlbum, Reckoning (1984), que també va comptar amb la producció d'Easter i Nixon. Aquest treball també fou un clam per la crítica i confirmava la banda com una de les més excitants. A nivell comercial va millorar els resultats del debut, però tampoc va superar les expectatives als Estats Units ni a la resta del món.
El tercer àlbum de R.E.M. fou Fables of the Reconstruction (1985), que va representar un canvi de direcció musical, especialment pel nou productor musical que van escollir per aquest treball, Joe Boyd. El procés de gravació es va realitzar a Londres i fou força dur, fins al punt de plantejar-se la separació. La tristesa que envoltava les sessions d'enregistrament va afectar en el context dels temes de l'àlbum. Van realitzar una gira internacional per Amèrica del Nord i Europa, on la recepció per part de la crítica no fou gaire positiva. Com els seus antecessors, les principals emissores de ràdio van ignorar els senzills de l'àlbum, de manera que la discogràfica ja va indicar la seva frustració perquè la banda era reticent a aconseguir l'èxit en les llistes convencionals.
Per al seu quart àlbum van treballar amb Don Gehman en la producció, sent el resultat Lifes Rich Pageant (1986). Els resultats comercials van ser més positius que els anteriors i va arribar a la 21ena posició de la llista estatunidenca. Fou el primer treball de la banda en rebre la certificació de disc d'or en superar el mig milió d'unitats venudes. La discogràfica I.R.S. Records van veure amb optimisme el futur de la banda, i van aprofitar per publicar Dead Letter Office, una compilació de material enregistrat fins al moment, algunes llançades com a cara-B i d'altres no llançades fins al moment. També van publicar una compilació dels videoclips editats amb el títol de Succumbs.

### Punt d'inflexió (1988−1990)
Van començar a treballar en un nou àlbum però Don Gehman no es va poder encarregar de la seva producció, i els va recomanar treballar amb Scott Litt. L'àlbum es titulà Document (1987) i fou obertament amb lletres més polítiques com a reacció de la política conservadora del govern de Ronald Reagan. Amb aquest disc van passar de ser una banda de culte a una més popular, ja el primer senzill va entrar al Top 20 de diverses llistes nacional i internacionals, i van aconseguir superar el milió de còpies venudes per primer cop a la seva trajectòria. Els membres de R.E.M. no van estar satisfets de la distribució internacional realitzada pel segell discogràfic, i van decidir no renovar amb I.R.S. Records per signar amb una de les grans discogràfiques, Warner Bros. Records. Van renunciar a ofertes més importants econòmicament per poder mantenir la seva llibertat creativa. I.R.S. va aprofitar la sortida per publicar un disc de grans èxits titulat Eponymous (1988). El primer treball amb Warner Bros. fou Green, seguint amb les lletres força polítiques, van arribar als quatre milions de còpies venudes arreu del món. Finalitzada la gira Green, els integrants de la banda van decidir agafar un any sabàtic per descansar. Warner Bros. va aprofitar l'avinentesa per llançar una compilació de videoclips de R.E.M. Pop Screen (1990) i actuacions en directe del Green World Tour en l'àlbum Tourfilm.

### Èxit internacional (1990−1993)
A mitjans de l'any 1990 va enregistrar el seu setè àlbum d'estudi, Out of Time, en el qual van començar a introduir diversos instruments no tradicionals en música rock com la mandolina, orgue o guitarra acústica. Van publicar aquest treball al 1991 i automàticament va encapçalar les llistes estatunidenca i britànica d'albums. Van aconseguir superar els 12 milions de còpies venudes mundialment i el primer senzill, «Losing My Religion», va esdevenir un èxit a tot el món. L'àlbum va rebre set nominacions als premis Grammy l'any 1992, més que qualsevol altre artista en aquella edició, i finalment van rebre tres guardons: millor àlbum de música alternativa, millor videoclip i millor interpretació per duet o banda vocal. Malgrat l'èxit de vendes, R.E.M. va decidir no realitzar cap gira per promocionar l'àlbum, i simplement van realitzar actuacions puntuals.
Després d'uns mesos de descans, R.E.M. va tornar a l'estudi per enregistrar un nou àlbum durant el 1991. Automatic for the People va aparèixer a finals de l'any següent amb la intenció de presentar una música més "rockera". Per aconseguir aquest so van comptar amb la col·laboració del baixista John Paul Jones, que havia format part de Led Zeppelin. Com l'àlbum anterior, també va encapçalar diverses llistes d'àlbums nacionals i internationals, i amb el pas del temps se'l considera el millor treball realitzat per la banda. Malgrat vendre més de quinze milions de còpies arreu del món, tampoc van realitzar una gira internacional per presentar el disc. Aquest fet junt a la nova aparença física del cantant de la banda, va afavorir l'aparició de diversos rumors que Stipe s'estava morint a causa del VIH, i que van ser rotundament desmentits per la banda.

### Noves gires i més èxit internacional (1994−1996)
Després de dos àlbums tranquils, R.E.M. va publicar Monster (1994), un treball on el rock prenia molt protagonisme gràcies a les guitarres distorsionades. Novament van encapçalar les llistes americana i britànica i, van superar els nou milions d'unitats venudes arreu del món. A l'inici de 1995 van encetar una primera gira internacional en sis anys que fou un èxit rotund. Tanmateix, també fou molt malastruga perquè van patir diversos problemes de salut, com per exemple desmai de Berry durant un concert a Lausana (Suïssa), a conseqüència d'un aneurisma cerebral. Després d'una ràpida intervenció quirúrgica, en menys d'un mes va tornar als escenaris. Mills es va haver de sotmetre a una cirurgia abdominal, i Stipe va patir una hèrnia que es va haver d'operar d'urgència. Malgrat els problemes de salut, mentre estaven de gira gairebé van enllestir un nou treball i, van enregistrar vuit cançons en els tres darrers concerts de la gira que van llançar com a pel·lícula documental titulat Road Movie.
R.E.M. va renovar el contracte amb Warner Bros. l'any 1996 per uns 80 milions de dòlars segons la premsa, el més important en la indústria discogràfica fins aquell moment. Aquest mateix any van publicar New Adventures in Hi-Fi, però les vendes només van arribar als cinc milions de còpies i no va complir amb les expectatives dels treballs anteriors. Abans d'acabar l'any van despatxar el seu mànager Jefferson Holt al·legant càrrecs per assetjament sexual amb una membre de les oficines de la banda a Athens.

### Sortida de Berry (1997−2000)
L'abril del 1997, la banda va reunir-se a la casa que Buck tenia a l'illa de Kauai per preparar nou material amb la intenció de reinventar el seu so i experimentar amb noves incorporacions. Després de diverses sessions i reunions amb els altres integrants del grup, Bill Berry els va comentar que volia abandonar la banda, però també els va demanar que continuessin endavant com a trio. L'anunci es va fer públic abans de finalitzar l'any i Berry va explicar que no tenia suficient entusiasme per continuar i volia tornar a viure sense ser una estrella musical. La banda va preferir ajornar tot el que tenia planejat per enregistrar un nou treball i reconsiderar el seu futur sense el seu bateria. Finalment van decidir reprendre la gravació del nou àlbum a principis de 1998. Van prescindir de Scott Litt com a productor després d'una dècada de col·laboració i van comptar amb Pat McCarthy. Tot i el descans que es van prendre, el procés d'enregistrament va ser molt complicat, amb moltes tensions, i es van arribar a plantejar desfer la banda. Finalment van publicar Up (1998), el número de vendes fou força inferior al que s'esperaven malgrat que el primer senzill va arribar al Top 10 en diversos països.
A continuació van compondre la banda sonora instrumental per la pel·lícula Man on the Moon, biopic sobre l'actor Andy Kaufman. De fet, el títol de la pel·lícula es va extreure de la seva cançó homònima.

### Hall of Fame(2001−2007)
Al llarg del 2000 van enregistrar el nou àlbum titulat Reveal (2001), en el qual van comptar amb la col·laboració del bateria Joey Waronker, i els músics Scott McCaughey i Ken Stringfellow. A nivell comercial va obtenir millors resultats de l'àlbum previ, superant els quatre milions de còpies venudes, però no pas al seu país on es van mantenir. La crítica va destacar aquest esperit renovador que s'havia perdut en els treballs anteriors. Van aprofitar una etapa de descans per publicar diverses compilacions de grans èxits com In Time: The Best of R.E.M. 1988–2003 i el DVD de videoclips In View: The Best of R.E.M. 1988–2003. En un concert realitzat a Raleigh durant la gira de 2003, van comptar amb la participació sorpresa de Bill Berry, que va col·laborar amb les veus de «Radio Free Europe» i la bateria a «Permanent Vacation», realitzant la primera actuació amb la banda des de la seva retirada.
En finalitzar la gira van enregistrar un nou àlbum d'estudi titulat Around the Sun (2004), que portava la banda a un territori sonor nou, molt més pausat que els anteriors. Les crítiques van ser molt variades tot i que van tenir una recepció correcta comercialment, arribant al número 13 en el seu país. La discogràfica EMI va aprofitar la finalització de la nova gira per llançar dos àlbums recopilatoris, un d'àudio titulat And I Feel Fine... The Best of the I.R.S. Years 1982–1987 i un de videoclips When the Light Is Mine: The Best of the I.R.S. Years 1982–1987 l'any 2006. Els membres originals de la banda van ser inclosos en el Saló de la Fama de música de Geòrgia. Pocs mesos després van passar el mateix en el Rock and Roll Hall of Fame.

### Darrers àlbums (2007−2011)
A l'inici de 2007 van començar a treballar en un nou àlbum. Amb la producció de Jacknife Lee, van enregistrar-lo entre Vancouver i Dublín. Mentre eren a Dublín van realitzar cinc concerts a l'Olympia Theatre entre el 30 de juny i el 5 de juliol, que van gravar i llançar com el seu primer àlbum de directe a l'octubre, R.E.M. Live. La publicació de l'àlbum d'estudi es va produir a principis de 2008 amb el títol Accelerate, que fou considerat un dels millors treballs de la seva trajectòria. Després de la gira de promoció van enregistrar el quinzè i darrer àlbum titulat Collapse into Now (2011), novament amb la producció de Jacknife Lee. Amb aquest treball van finalitzar la seva relació amb la discogràfica Warner Bros. i van començar a treballar en material nou sense cap contracte discogràfic, donant a entendre que tenien la intenció d'autopublicar els seus nous treballs.
El 21 de setembre de 2011, R.E.M. va anunciar via el seu lloc web oficial que havia arribat el final de la banda: «Totes les coses tenen un final, i volem fer-ho bé, a la nostra manera.» Van assegurar que els membres de la banda havien discutit sobre aquesta separació durant forces anys, el mediocre èxit que van obtenir amb Around the Sun els va encoratjar a continuar endavant per demostrar-se a si mateixos i als seus seguidors que encara podien crear grans discs, però finalment havia arribat el dia de deixar-ho per la manca de motivació. La col·laboració es va acabar amb la compilació Part Lies, Part Heart, Part Truth, Part Garbage 1982–2011 que van publicar al novembre de 2011.
Van publicar la compilació Unplugged: The Complete 1991 and 2001 Sessions pel Record Store Day de 2014, i posteriorment el box set de videoclips REMTV, que ajuntava les seves dues actuacions de música acústica i altres documentals i directes. Les seves anteriors discogràfiques van aprofitar l'ocasió per llançar diverses compilacions de material no publicat anteriorment.
El 25 de juny de 2019, la The New York Times Magazine va enumerar R.E.M. entre els centenars d'artistes que van perdre material en l'incendi produït als Universal Studios (2008).

## Membres
Membres final
- Peter Buck — guitarra solista, mandolina, banjo, ocasionalment baix i teclats
- Mike Mills — baix, teclats, veus addicionals, ocasionalment cantant i guitarra
- Michael Stipe — cantant

Membres anteriors
- Bill Berry — bateria, percussió, veus addicionals, ocasionalment baix i teclats (1980–1997)

Músics de gira
- Buren Fowler — guitarrista rítmica (1986–1987)
- Peter Holsapple — guitarrista rítmica, teclats (1989–1991)
- Scott McCaughey — guitarrista rítmica, teclats, veus addicionals, ocasionalment guitarra principal (1994–2011)
- Nathan December — guitarrista rítmica, guitarra principal (1994–1995)
- Joey Waronker — bateria, percussió (1998–2002)
- Barrett Martin — percussió (1998)
- Ken Stringfellow — teclats, ocasionalment guitarra rítmica, baix i veus addicionals (1998–2005)
- Bill Rieflin — bateria, percussió, ocasionalment teclats i guitarra (2003–2011)

Cronologia

## Discografia

### Àlbums d'estudi
- Murmur (1983)
- Reckoning (1984)
- Fables of the Reconstruction (1985)
- Lifes Rich Pageant (1986)
- Document (1987)
- Green (1988)
- Out of Time (1991)
- Automatic for the People (1992)
- Monster (1994)
- New Adventures in Hi-Fi (1996)
- Up (1998)
- Reveal (2001)
- Around the Sun (2004)
- Accelerate (2008)
- Collapse into Now (2011)